# Jānis Mediņš
Jānis Mediņš (9 de octubre de 1890 — 4 de marzo de 1966) fue un compositor letón . Nació en Riga . Fue una fuerza vital en la vida musical durante la efímera Primera República independiente de Letonia (1918-1940). Consolidó en su país casi en solitario tanto el género del ballet –con Mīlas uzvara ('La victoria del amor', 1934)- como el operístico con Uguns un nakts ('Fuego y noche', 1913-19) y Dievi un cilvēki ('Dioses y Gente', 1921). Como consecuencia de las múltiples invasiones de su país Mediņš abandonó Letonia en 1944 y se instaló definitivamente en Suecia .

## Vida
Las memorias de Jānis Mediņš Toņi un pustoņi ('Tonos y semitonos', publicadas en Estocolmo en 1964), proporcionan muchos detalles de sus primeros años. Cuando era anciano, fueron escritas entre el otoño de 1962 y la primavera de 1963 en colaboración con Jānis Rudzītis, caracterizó su vida como "rica en experiencia, aunque difícil ... habiendo vivido épocas zaristas [Letonia estuvo bajo el dominio ruso hasta 1918], Independencia de Letonia [incluida la dictadura de Kārlis Ulmanis 1934-40], ocupación soviética [1940 y nuevamente en 1944] y por último la ocupación alemana'. A diferencia de muchos de sus contemporáneos letones, "no tuvo maestros famosos y tuvo que encontrar [su] propio camino musicalmente". Pero tenía la ventaja de haber nacido en una familia muy musical: su hermano Jekabs enseñaba en un seminario de profesores de música en Valmiera (una de las primeras instituciones de educación musical en Letonia). Su padre también era músico y llevaba a sus hijos a conciertos. Jānis comenzó a tocar el piano a los cuatro o cinco años, y su hermana Marija, con quien tocaba a dúo, le enseñó a leer música. Marija dio recitales como pianista solista en dúos y otros conjuntos de cámara . Murió joven en 1912 por una sobredosis accidental como consecuencia de un error en una farmacia. Otro de sus hermanos, Jāzeps, se convirtió en una figura notable de la música letona de la primera mitad del siglo XX y uno de los primeros sinfonistas del país.
Jānis estudió violín, violonchelo y piano en el Instituto Emīls Zigerts (más tarde rebautizado como el Primer Instituto Musical de Riga). A la muerte de Zigerts, Jāzeps asumió la dirección y pronto toda la familia Mediņš se instaló en el local, pasando su madre a ser ama de llaves. Jānis conoció la ópera alemana y se familiarizó con una biblioteca de unas 50.000 partituras que Jāzeps había obtenido para el Instituto. Cuando se graduó en 1909, Jānis ya había comenzado a enseñar allí.
Aunque pasó los primeros años en Riga, Jānis visitaba con frecuencia a sus primos en los distritos rurales. Tocaba el órgano en la iglesia de un pueblo (en Skaistkalne ) cuando aún estaba en la escuela. Ocasionalmente también cuidaba ovejas y cerdos en la pequeña propiedad de un pariente, trabajaba en un molino de viento y vendía la harina en los mercados. Escribió su primera composición a los 11 años, llamada Sudmaliņas ('Molino de viento') para piano, pero muchas de las primeras piezas se perdieron debido a la costumbre de su madre de usar papel tirado por la casa para envolver los arenques que traía del mercado. Jānis nunca pensó que se convertiría en compositor y por eso eligió clases instrumentales para convertirse en músico de orquesta. Sin embargo, consideró que su experiencia como intérprete activo había sido un entrenamiento mucho mejor en orquestación que cualquier estudio teórico.
La Asociación Māmuļā se fundó en Riga en 1904 y tanto Jānis como Jāzeps pronto comenzaron a tocar en su orquesta de teatro, la Fischer Kappella. Interpretaron óperas como Undine y A Life for the Tsar . El teatro de la sociedad fue destruido por un incendio en 1907 y se trasladó al Interimteatrī, donde tocaron la música de Jāzeps Vītols para el drama Vaidelote de Aspazija . Jānis describió más tarde estas experiencias como "parte del período del despertar del arte letón". Durante los meses de verano, la orquesta se trasladó a Haapsalu en el Báltico; la ciudad a menudo estaba poblada por músicos rusos pero, al ser el único pianista de la orquesta, Jānis era muy demandado y tocó una gran cantidad de repertorio de cámara y conoció el último repertorio de canciones rusas (incluidos Rajmáninov, Arensky y Glière ). Chaikovski había pasado un verano allí; Décadas más tarde, Mediņš escuchó al hermano de Glazunov escuchando música mientras pasaba por su casa.
Tras conseguir evitar ser enrolado en el ejército, desde 1909 Jānis desempeñó varios trabajos ocasionales en Riga (incluido un trabajo en una tienda de pianos, en orquestas y haciendo grabaciones de música artística y canciones populares letonas). En 1913 comenzó a trabajar como violista en la orquesta de la Ópera de Letonia, bajo la dirección de Pāvuls Jurjāns (la orquesta que luego dirigiría él mismo). Dirigió por primera vez cuando formaba parte de otra orquesta de aficionados, esta vez integrada en su mayoría por trabajadores de fábricas de la isla Sarkandaugava en las afueras de Riga. La siguiente vez fue en la Ópera de Letonia: Jurjāns había notado su habilidad cuando actuaba como director de coro y le sugirió que dirigiera interpretaciones de obras que ya estaban en el repertorio ( Una vida por el zar y The Demon ). Para ello viajó a Járkov, donde también visitó al compositor Andrejs Jurjāns (1856-1922), uno de los fundadores de la música artística letona y, en ese momento, sordo.

### Debut
Jānis debutó como compositor con la interpretación en 1912 de dos canciones para coro. Por esta época (o poco después) comenzó a trabajar en su ópera Uguns un nakts ('Llamas y noche'), y P. Jurjāns organizó representaciones de secciones de esta obra. El actor y director Jēkabs Duburs escuchó estos extractos y, junto con otros empresarios, patrocinó a Jānis para que renunciara a su puesto en la orquesta para continuar trabajando en la ópera. A medida que se acercaba el frente en 1914, en nuevos intentos de evitar el alistamiento, Jāzeps y Jānis decidieron ir a Moscú. Después de una gira de conciertos, los hermanos llegaron a casa y encontraron a su padre delirando; Jānis se fue a San Petersburgo después del funeral del padre. Sin embargo, se desempeñó como director de orquesta de la banda de fusileros letones durante una parte de la guerra.

### Años 1920
A principios de la década de 1920 escribió la primera de las 'dainas', a la que siguió una gran cantidad de composiciones orquestales (tres suites, conciertos para violín y piano, etc.) y obras escénicas (la ópera Sprīdītis [Tom Thumb], 1925, el ballet Mīlas uzvara [La victoria del amor], de 1934, y Luteklīte [El pequeño amor], una ópera infantil de 1939, además de las anteriores). Además, su vida pública floreció: se convirtió en director de la Ópera Nacional de Letonia (1920-1928), director titular de la RSO de Letonia y director artístico de la Radio de Letonia (1928-1944). También apareció como director invitado en Helsinki, Tallin, Kaunas, Varsovia, Praga y Budapest . Enseñó en la clase de orquestación en el Conservatorio Estatal de Letonia (1921-1944), donde fue nombrado profesor en 1929; en 1932 se convirtió en jefe de dirección orquestal.

### Años 1940 y posteriores
Pero este período fructífero llegó a su fin en 1940 con la anexión de Letonia a la URSS, lo que resultó en la deportación o ejecución de más de 30.000 personas, la posterior invasión alemana y luego la anexión soviética final. Jānis llevó a su familia al extranjero, pasando un tiempo en Rostock, Lübeck y Berlín y luego, desde 1946, viviendo en el campo de refugiados de Blomberg en Alemania con muchos otros letones. Finalmente, en 1948, se establecieron en Estocolmo. Aquí, aunque no disfrutó del elevado estatus que había disfrutado en su país natal, se mantuvo activo como compositor (como lo había hecho durante todo el tránsito hasta llegar a Estocolmo) y, durante las dos últimas décadas de su vida, produjo un cuerpo de obras de cámara que incluye sonatas para violonchelo, violín, clarinete, flauta y oboe con piano, así como un quinteto con piano (1946), una rapsodia para dos pianos (1954) y una sonata para acordeón solo (1955). En 1960 recibió el Premio a los letones en el exilio. Tras la independencia de Letonia, su ópera Uguns un nakts ('Fuego y noche', 1913-19) reabrió la Ópera Nacional de Letonia restaurada en 1995.

## Obras, ediciones y grabaciones
- 24 Dainas (Preludios) Jonathan Powell, piano. Toccata Classics. 2011
- Concierto núm. 2 para violonchelo y orquesta; Orquesta Filarmónica de Londres, dirigida por Harry John Brown; Ingus Naruns, violonchelo. Kaibala Records. 1978